# Décès en 1332
Décès
- 1328
- 1329
- 1330
- 1331
- 1332
- 1333
- 1334
- 1335
- 1336

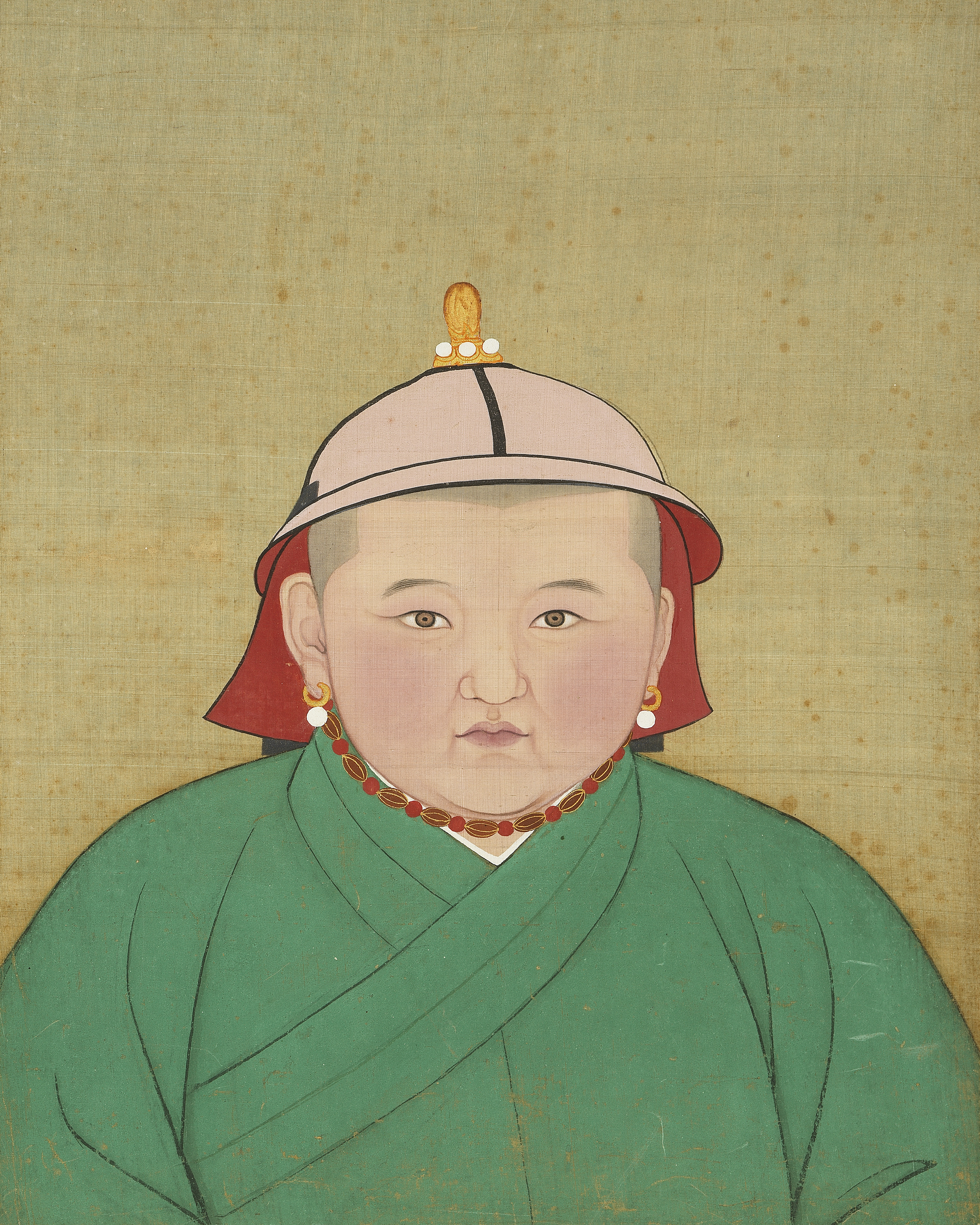
Ningzong, mort en 1332.

Cette page dresse une liste de personnalités mortes au cours de l'année 1332 :
- 8 janvier : Andronic III de Trébizonde, empereur de Trébizonde.
- 13 février : Andronic II Paléologue, empereur byzantin.
- mars : Jean du Plessis-Pasté, évêque d'Arras, puis évêque de Chartres.
- 23 mars : Arnaud IV de Canteloup, archevêque de Bordeaux.
- 16 avril : Kyōgoku Tamekane, politicien et poète japonais.
- 11 mai : Frédéric IV de Nuremberg, burgrave de Nuremberg.
- 17 mai : Godefroid de Aertrode, 16e abbé de Parc.
- 25 mai : Jean Ier de Thouars, 27e vicomte de Thouars.
- 27 mai : Abd al-Rahman ibn Muhammad ibn Khaldûn, historien, sociologue et philosophe arabe, mort en 1406.
- 18 juin : Jean V Paléologue, empereur byzantin.
- 20 juillet : Thomas Randolph, (1er comte de Moray, aristocrate, soldat écossais et régent d'Écosse.
- 29 juillet : Hugues Michel de Besançon, évêque suffragant de Paris.
- 2 août : Christophe II de Danemark, roi de Danemark.
- 6 août: Guillaume XII d'Auvergne, comte d'Auvergne et de Boulogne.
- 11 août : 
  - Donald, 8e comte de Mar.
  - Murdoch Stuart, comte de Menteith.
- 12 août : Thomas Randolph,  2e comte de Moray, seigneur de l'île de Man.
- novembre : 
  - Kazan'in Morokata, noble et poète japonais de l'époque de Kamakura.
  - Pierre de Savoie, archevêque de Lyon.
- 14 novembre: Tövtömör Khan, 8e empereur de la Dynastie Yuan.
- 24 décembre : Kujō Tadanori, régent Kujō Tadaie, est un noble de cour japonais (kugyō) de l'époque de Kamakura.
- 26 décembre : Philippe Ier de Tarente, prince de Tarente et d'Achaïe, despote de Romanie et empereur titulaire de Constantinople.

- Rodolphe III de Bade-Bade, co-margrave de Bade.
- Folgóre da San Gimignano, poète italien.
- Isaïe de Constantinople, patriarche de Constantinople.
- Étienne de Mornay, évêque d'Auxerre.
- Guillaume de Pagula, théologien et juriste (canoniste) anglais.
- Gaddo Gaddi, peintre et mosaïste italien de l'école florentine.
- Bertrand Gascon, évêque de Nevers.
- Théodore Métochitès, homme d'État byzantin, écrivain, philosophe, protecteur des arts et des sciences.
- Ningzong, 8e empereur de Chine de la dynastie Yuan et khan de l'Empire Mongol.
- Francesco I Ordelaffi, seigneur de Forlì.

## Crédit d'auteurs
- Cet article est partiellement ou en totalité issu de l'article intitulé « 1332 » (voir la liste des auteurs).